# キヤノンビズアテンダ
キヤノンビズアテンダ株式会社（英: Canon BizAttenda, Inc.）は、キヤノンITソリューションズの前身の一つであるアルゴ21が設立した会社。
現在はキヤノンマーケティングジャパンと野村総合研究所との共同出資会社で、キヤノン株式会社の孫会社に当たる。

## 概要
業務支援やIT運用支援などのアウトソーシング事業などを手掛けている。自社の業務処理センターを日本橋に構える。

## 沿革
- 1985年10月 - 株式会社マーテック21として設立（オフコン販売事業）。
- 1998年1月 - 一般労働者派遣事業の許可取得。
- 2000年4月 - 内外データサービスを合併し、株式会社アルゴインテリジェントサービスに商号変更。
- 2002年8月 - 有料職業紹介事業の許可取得。
- 2007年6月 - アルゴ21とともに、キヤノンマーケティングジャパン株式会社の傘下となる。
- 2008年4月 - アルゴ21とキヤノンシステムソリューションズが合併しキヤノンITソリューションズとなったことに伴い、株式会社AISに商号変更。
- 2009年1月 - ソリューションサービス株式会社を合併し、キヤノンビズアテンダ株式会社に商号変更。
- 2012年1月 - 株式会社AESを合併[2]。

## 事業

### コンサルティングサービス
- 内部統制支援サービス：内部統制の構築および運用評価を支援するサービスを行っている。
- 業務改善支援サービス：業務プロセスに内在する課題の顕在化を支援する、調査・分析サービスを行っている。

### アウトソーシングサービス
- 業務処理サービス：営業や経理、購買などのバックオフィス業務を対象とした、ビジネス・プロセス・アウトソーシングサービスを提供している。
- IT運用サービス：運用管理や資産管理、キッティング、ユーザーサポートなどの業務を対象とした、ITアウトソーシングサービスを提供している。（ユーザ企業に対する常駐型サービスが主体）

### 人材サービス
- スタッフ派遣サービス：金融・IT分野を中心とした人材派遣を行っている。